# Gouvernement Sfax
Das Gouvernement Sfax (arabisch ولاية صفاقس, DMG Wilāyat Ṣafāqus) ist eines von 24 Gouvernements in Tunesien. Es liegt an der Mittelmeerküste, hat eine Fläche von 7545 km² und eine Bevölkerungszahl von 944.500. Die Hauptstadt ist das gleichnamige Sfax.

## Geographie
Sfax hat eine Küstenlinie von 235 Kilometern zum Mittelmeer. Im Süden grenzt das Gouvernement Gabès, zum Landesinneren grenzen (von Süd nach Nord) die Gouvernement Sidi Bouzid und Kairouan, im Norden das Gouvernement Mahdia an das Gouvernement Sfax. Administrativ ist das Gouvernement in 16 Delegationen sowie in ebenso viele Gemeinden aufgeteilt.
| Delegation          | Einwohner 2004 |
| ------------------- | -------------- |
| Kerkenna            | 14.400         |
| Ghraiba             | 14.647         |
| El Amra             | 28.723         |
| Skhira              | 29.616         |
| Mahrès              | 30.676         |
| Menzel Chaker       | 34.119         |
| Agareb              | 35.841         |
| El Hencha           | 43.170         |
| Jebiniana           | 44.029         |
| Tina                | 45.647         |
| Bir Ali Ben Khelifa | 50.059         |
| Sakiet Ezzit        | 72.481         |
| Sakiet Eddaïer      | 98.988         |
| Sfax Süd            | 101.904        |
| Sfax West           | 104.998        |
| Sfax Stadt          | 105.958        |

## Wirtschaft

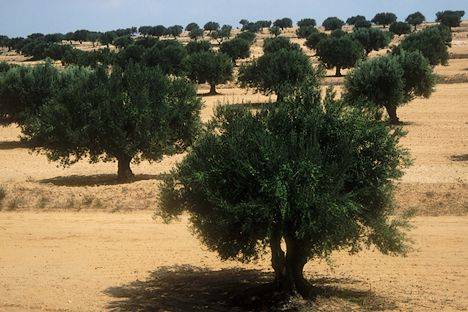
Olivenkultur im Gouvernement Sfax

Die wichtigsten Industriezweige sind der Olivenöl-Herstellung, die Fischerei und der Phosphat-Abbau. Vom Gesamtertrag in Tunesien kommen 40 Prozent des Olivenöls und 30 Prozent der Mandelproduktion aus Sfax. Man schätzt den Bestand von Olivenbäumen auf 6,1 Millionen und den der Mandelbäume auf 5 Millionen Stück. Ferner wird Erdöl und Erdgas gefördert, gefolgt von Tourismus und Fischerei. Die Erträge des Fischereihafens steuern 20 Prozent des tunesischen Gesamtfanges bei. Der 1905 installierte Industriehafen ist der zweitgrößte des Landes, wie auch die Stadt Sfax nach der Hauptstadt Tunis die größte ist. Weitere wichtige Produktionszweige sind die Konsumgüterindustrie sowie Teppichwebereien.
Die Beschäftigtenzahlen in den drei Wirtschaftssektoren Agrar, Produktion, Dienstleistung sind mit je einem Drittel ungefähr gleich groß. Im Dienstleistungssektor ist vor allem die Tourismusbranche bedeutend, vor allem auf den vorgelagerten Kerkenna-Inseln, wo im Sommer bis zu 150.000 Menschen gleichzeitig Urlaub machen.